# Markiplier
Mark Edward Fischbach (sinh ngày 28 tháng 6 năm 1989), còn được biết đến với Markiplier (phiên âm: Mác-ki-pờ-lai-ờ), là một YouTuber người Hoa Kỳ mang 2 dòng máu Đức và Hàn Quốc. Bắt đầu từ Honolulu, Hawaii, anh đã bắt đầu sự nghiệp của mình tại Cincinnati, Ohio và hiện đang có trụ sở tại Los Angeles, California.

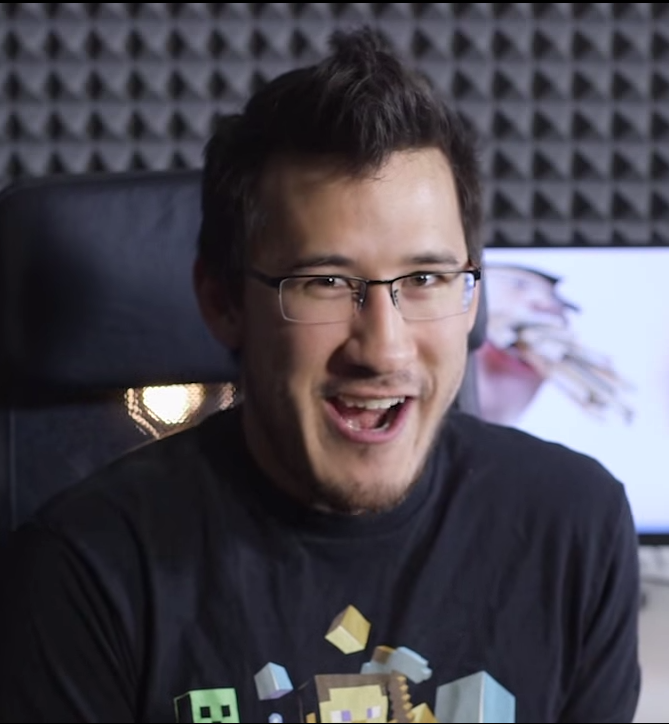
Markiplier vào ngày 26 tháng 5 năm 2014

Tính đến  tháng 12 năm 2021, kênh của anh đã có tổng cộng 16,9 tỷ lượt xem và hơn 30,4 triệu lượt đăng ký,. Fischbach chuyên về các video Let's Play, thường là các trò chơi kinh dị sinh tồn.

## Từ thiện
| Ngày              | Từ thiện                                   | Tổng số tiền | Người đi với anh |
| ----------------- | ------------------------------------------ | ------------ | ---------------- |
| Tháng 7 năm 2012  | Child's Play                               | $1,000.00    |                  |
| Tháng 2 năm 2013  | Cancer Research Institute                  | $8,047.00    |                  |
| Tháng 2 năm 2015  | Depression and Bipolar Support Association | $82,003.00   |                  |
| Tháng 2 năm 2017  | St. Jude Children's Research Hospital      | $115,717.00  |                  |
| Tháng 3 năm 2017  | Charity: Water                             | $254,649.00  |                  |
| Tháng 4 năm 2017  | Environmental Defense Fund                 | $123,111.00  |                  |
| Tháng 5 năm 2017  | Game Changer                               | $198,378.00  |                  |
| Tháng 8 năm 2017  | Joyful Heart Foundation                    | $108,585.00  |                  |
| Tháng 9 năm 2017  | Direct Relief                              | $74,421.00   |                  |
| Tháng 10 năm 2017 | National MPS Society                       | $107,878.00  |                  |
| Tháng 11 năm 2017 | Save The Children                          | $422,773.81  |                  |

## Điện ảnh

### Phim
| Năm  | Tên              | Vai           | Ref(s) |
| ---- | ---------------- | ------------- | ------ |
| 2015 | Smosh: The Movie | Bản thân mình | [ 11 ] |

### Truyền hình và các trang web
| Năm       | Tên                                     | Vai                         | Chú thích                                    | Ref(s)        |
| --------- | --------------------------------------- | --------------------------- | -------------------------------------------- | ------------- |
| 2013–2014 | Table Flip                              | Bản thân mình               | 3 tập                                        |               |
| 2015      | Jimmy Kimmel Live!                      | Bản thân mình               | 1 tập                                        | [ 7 ]         |
| 2015      | Grumpcade                               | Bản thân mình               | 20 tập                                       |               |
| 2016      | Isabelle Ruins Everything               | Apollo                      | Short                                        |               |
| 2016      | Scare PewDiePie                         | Bản thân mình               | 1 tập                                        |               |
| 2016      | Gamer's Guide to Pretty Much Everything | Bản thân mình               | 1 tập                                        | [ 12 ]        |
| 2017–nay  | Villainous                              | 5.0.5                       | Vai chính                                    | [ 13 ] [ 14 ] |
| 2019      | A Heist with Markiplier                 | Tên trộm                    | series thuộc kiểu hiệu ứng buơm bướm         |               |
| 2020      | In Space with Markiplier                | Bạn đồng hành, phi hành gia | 2 phần, series thuộc kiểu hiệu ứng buơm bướm |               |

## Giải thưởng và đề cử
| Năm  | Giải thửong                           | Thể loại                       | Kết quả   | Ref(s) |
| ---- | ------------------------------------- | ------------------------------ | --------- | ------ |
| 2016 | Streamy Awards                        | Gaming                         | Đề cử     |        |
| 2016 | Shorty Awards                         | Tech and Innovation: Gaming    | Đề cử     |        |
| 2016 | Make-A-Wish Foundation Award Ceremony | Celebrity of The Year          | Đoạt giải | [ 15 ] |
| 2017 | Golden Joystick Awards                | Best Streamer/Broadcaster      | Đoạt giải | [ 16 ] |
| 2018 | Kids Choice Awards                    | Favorite Funny YouTube Creator | Đề cử     |        |